# Norra Burktjärnen
Norra Burktjärnen är en sjö i Filipstads kommun i Värmland och ingår i Göta älvs huvudavrinningsområde. Norra Burktjärnen ligger i Brattforsheden Natura 2000-område.